# Болница Бери
Болница Бери, Мисија Бери,  или званично Англо-српска болница у Врњачкој Бањи била је једна од неколико енглеских болница које су радиле у Србији у Првом светском рату,  у време када је Србији истовремено преплавила епидемија пегавог тифуса и десетине хиљада рањеника са Цера и Колубаре.

## Предуслови
Први светски рат започео је у Србији 1914. године, у тренутку када је земља била исцрпљена у претходна два балканска рата. И поред тога те године Србија је извојевала, на Церу и Колубари, прве савезничке победе, уз велике материјалне и људске губитке. 
Схвативши тежину ситуацију у којој се Србија нашла њени савезници из иностранства су крајем 1914. године почели да шаљу велика помоћ у медицинском особљу, лековима, храни, новцу... 
На стотине лекара, медицинских сестара и хуманитарних радника из земаља савезника и других пријатељских држава похрлило је у Србију из чисто хуманих побуда. До тада у историји, таква и у том обиму, хуманитарна помоћ нигде није била послата.
Међу савезницима била је и Велика Британија, једна од првих земаља савезница која је упутила добротворне медицинске мисије у Србију одмах по отпочињању Првог светског рата. Делатност ових мисија везана је, пре свега, за рад жена лекара и хирурга које су дале велики допринос Србији да се ублаже патње становништва и војске у ратним болницама и прихватилиштима за оболеле од заразних болести, пре свега од пегавог тифуса.
Британске медицинске мисије издвајале су се по томе што је у њима био највећи број жена – лекара, медицинских сестара, болничарки, возача и административног особља. Најистакнутије међу њима биле су јединице Болница жена Шкотске (SWH) и јединице које је у Србију упутио и опремио Српски потпорни фонд (СПФ).
У склопу напред наведених активности Британске медицинске мисије настала је и Англо-српска болница  у Врњачкој Бањи коју су основали брачни пар лекара – Беријеви, др Џејмс, хирург, члан Краљевског хируршког друштва, и његова супруга, др Меј Дикинсон, анестезиолог, на позив жена српског дипломате Славка Грујића,  госпође Мејбел Грујић,  оснивача Колa српских сестара, велике српске добротворке и добровољне медицинска сестра при Црвеном крсту у Србији током Првог светског рата.
Брачни пар лекара – Бери, прихватајући овај позив одмах је уз свесрдну материјалну подршку Лондонске краљевске болнице, у којој су радили, образовао  једну санитетску јединицу (познату под именом болница Бери или мисија Бери), са намером да  помогне ратом захваћеној Србији у којој је харала епидемије пегавца коју су унели у земљу заробљени аустријски војници. 

## Оснивање и рад
С краја 1914 и током 1915 и 1916. године Врњачка Бања је постала велико прихватилиште рањеника који су лечени у привременим болницама енглеских медицинских мисија. Скоро истовремено у Врњачкој Бањи фебруара 1915. године основане се у две ратне болнице:
- Болница Бери (11. фебруара)

- Хируршка болница британског Црвеног крста или болница Ернеста Бенета (15. фебрура).

Захваљујући добровољним прилозима појединаца, али и средствима СПФ и британског Црвеног крста основана је јединица, познатија под именом болница Бери или мисија Бери, која се пре доласка у Србију снабдела потребним болничким материјалом, лековима и другим средствима. Болница је у свом саставу имала 54 припадника. 
Болница је основана у Врњачкој Бањи 11. фебруара 1915. године у јако повољаним условима за ратне услове, за разлику од оних у којима су радиле  болнице у Скопљу, Крагујевцу или Ваљеву. Болница не само да је имала одличне услове смештаја – у напуштеном казину, и пространој згради са извором минералне воде, познатом под називом Терапија, која се налазила у близини минералног извора Слатина,  у коме су опремљене светле болесничке собе и у сви пратећи садржаји који су у ратним условима заиста личили на добро организовану болницу. Убрзо је у склопу болнице подигнута и  барака са 50 постеља која је служила за изолацију заразних болесника и сумњивих случајева. Под контролом Болнице Бери било је  шест  болница са укупно 360 постеља.
Од почетка свог рада, др Бери је инсистирао да се стриктно спроводе мере дезинфекције и дезинсекције (депедикулације или уништење вашки и искорењивање пегавца). Овом активношћу бавило се целокупно особље болнице заједно са још двојицом аустријских заробљеника. 5 Успешну релизацији дезинфекције и дезинсекције омогућавали су добри бањски услови а, пре свега, топла минерална вода, која је коришћена не само за купање болесника већ и за дезинфекцију великих размера. Захваљујући успешно спроведеним мерама контроле и дезинфекције одеће болесника, за кратко време спречена је опасност од ширења заразе која је запретила и болесницима ове болнице. 

### Престанак рада
Болница је остала у Србији до 18. фебруара 1916. године када је на захтев аустијских окупационих власти морала да напусти Србију. 

## Резултати
Највећи успех ове јединице, поред лечења болесника и рањеника, био је тај што се ниједан болесник и припадник Беријеве болнице није разболео од пегавог тифуса, захваљујући мерама које су биле уведене. Такође ове мер учиниле су да се епидемија из болнице није проширила, једино у Врњачкој Бањи.   

## Епилог
После завршетка Првог светског рата, брачни пар Бери је по повратку у Велику Британију основао посебан Фонд за стипендирање усавршавања југословенских жена лекара и медицинских сестара у Британији.
У спомен човекољубљу британских жена – лекара и медицинских сестара, које су лечиле српске рањенике и болеснике у Врљчкој Бањи током Првог светсков рата, крај бивете извора „Слатина“ 1985. године подигнуто је скромно спомен обележје. 